# Diane Venora
Diane Venora (East Hartford, Connecticut, 10 de agosto de 1952) es una actriz de cine, teatro y televisión estadounidense. Se graduó en la Escuela Juilliard en 1977 y debutó en 1981 junto a Albert Finney en Wolfen. Otros de los filmes en los que ha participado son The Cotton Club (1984), Heat (1995), Romeo + Juliet (1996), The Jackal (1997), The Insider (1999) y Hamlet (2000).

## Primeros años
Venora nació en East Hartford, Connecticut, de seis hermanos, hija de Marie (Brooks) y Robert P. Venora, dueño de un establecimiento de limpieza en seco. En 1970 se graduó en la East Hartford High School, periodo en el que participó en musicales y obras. Estudió en el Boston Conservatory of Music y dos años más tarde consiguió una beca para la Escuela Juilliard de Nueva York, donde se graduó 1977. En Juilliard formó parte de un grupo de actuación entre 1973 y 1977 que incluía a Kelsey Grammer, Harriet Sansom Harris y Robin Williams.

## Carrera
Después de graduarse, Venora actuó en varias obras de teatro, en particular obras de William Shakespeare. Debutó en el cine junto a Albert Finney y Gregory Hines en Wolfen (1981). En 1983 protagonizó la producción de Joseph Papp de Hamlet en el New York Shakespeare Festival. Ha participado de Hamlet en numerosas ocasiones, habiendo interpretado el personaje central, Ofelia junto a Kevin Kline y Gertrudis junto a Ethan Hawke en el cine. 
En 1994, después de estar alejada de la actuación por cinco años para dedicarse a su hija, Venora interpretó un papel protagónico en la serie de televisión Thunder Alley y posteriormente un papel recurrente como la cirujana plástica Geri Infante en la serie Chicago Hope.
Más tarde interpretó a Justine Hanna, la esposa de Al Pacino en Heat (1995). Seguidamente tuvo papeles en Romeo + Juliet (1996), como la madre de Julieta, The Jackal (1997), The 13th Warrior (1999), The Insider (1999) y All Good Things (2010).

## Vida personal
Venora se casó con el director de fotografía Andrzej Bartkowiak en 1980; la pareja se divorció en 1989. Ese mismo año, se alejó por un tiempo de la industria del cine para pasar más tiempo con su hija, Madzia, de ocho años de edad en ese entonces. Durante su retiro del cine, Venora vivió en la ciudad de Nueva York, dando clases a niños discapacitados y ocasionalmente actuando en el teatro. En 1994, Venora y su hija se mudaron a Los Angeles.